# Образність
О́́бразність — мовна реалізація чуттєвого уявлення або асоціації, що лягла в основу найменування певного елемента дійсності й з різним ступенем виразності виступає як внутрішня форма слова.
Образність коливається від цілком однозначних випадків звуконаслідувальної, семантичної, словотвірної мотивованості знака («кря» — крик птаха родини воронових; «крякати»: видавати такий крик і переносне значення — накликати нещастя) до неоднозначних і невиразних виявів символізму звукового з різноманітними проміжними випадками між цими явищами (наприклад, «бамбула», «чикрижити», «макуха» про мляву, нерішучу людину).
Існують і вужчі інтерпретації образності, згідно з якими під образними словами розуміються тільки звукосимволічні одиниці (ідеофони) або одиниці, внутрішня форма яких здатна виразити емоційне ставлення мовця та його експресивну характеристику об'єкта (наприклад, «молокосос», але не «мухомор»).

## У лінгвостилістиці
У лінгвостилістиці, образність — це наявність у мовної одиниці слововживань або вже сформованого значення
```
переносного значення
 з яскравим, «живим» виражально-зображальним ефектом, побудованим на метафоричних (золоте волосся), рідше метонімічних (сивина
 
— про старість) та інших асоціаціях. У цьому значенні вживається також термін «фігуральність».
```

Образність є однією з визначальних ознак тропів. Часто під образними словами розуміються тропи в цілому.

## У лексикографії
Образність у лексикографії — індивідуально-авторські, не усталені в загальнонародній мові слововживання метафоричного, метонімічного та іншого характеру з яскравим виражально-зображальним ефектом (на відміну від уже закріплених у мові переносних значень). Наприклад, у сучасній українській мові при словах «буря», «бур'ян» та ін. («…Плекайте мову. Пильно й ненастанно Політь бур'ян». — М. Рильський).
Образні слововживання позначаються відповідною ремаркою, знаком астериск та ін.